# برنامه دیسکاوری

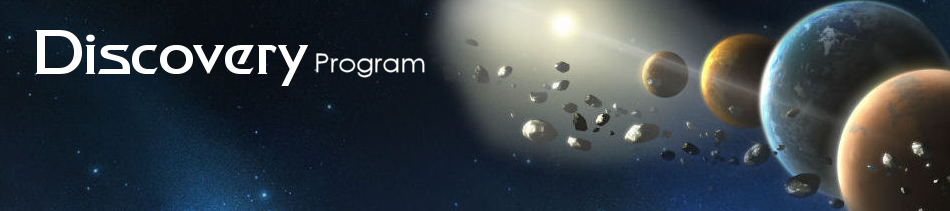
نشان وب‌سایت برنامه دیسکاوری در ژانویه ۲۰۱۶

برنامه دیسکاوری (انگلیسی: Discovery Program) ناسا نام مجموعه‌ای از برنامه‌های کم‌هزینه‌تر (در مقایسه با برنامه مرزهای نو یا برنامه فلگ‌شیپ) است که تمرکز اصلی آن بر مأموریت‌های علمی و فضایی ایالات متحده آمریکا در راستای کاوش منظومه شمسی است. این برنامه در سال ۱۹۹۲ برای پیاده‌سازی دیدگاه دنیل گلدین مدیر ناسا با شعار «سریع‌تر، بهتر، ارزان‌تر» پایه‌ریزی شد. برنامه دیسکاوری با دیگر برنامه‌های ناسا که در آن‌ها اهداف پروژه از قبل مشخص شده‌اند تفاوت دارد. این برنامه‌های کم‌هزینه و با بودجه محدود توسط یک دانشمند پیشنهاد داده می‌شود و ممکن است تیم پیشنهاد دهنده شامل افرادی از صنعت، مشاغل کوچک، آزمایشگاه‌های دولتی و دانشگاه‌ها باشد. این افراد از طریق فرایندی رقابتی انتخاب می‌شوند.
در ۴ ژانویه ۲۰۱۷ ناسا اعلام کرد که مأموریت بعدی دیسکاوری مشاهده چندین سیارک توسط فضاپیمای لوسی (Lucy) و رصد سیارک فلزی Psyche توسط فضاپیمای Psyche خواهد بود که به ترتیب در سیزدهمین و چهاردهمین مأموریت برنامه دیسکاوری انجام می‌شود.